# Петти-офицер II класса

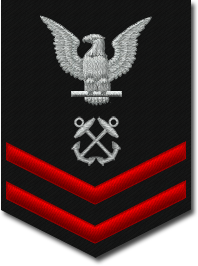
Нашивка петти-офицера II класса ВМС США и Береговой охраны США

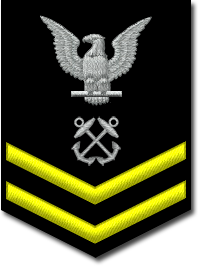
Нашивка петти-офицера II класса ВМС США с двумя золотыми шевронами за безупречную службу 12 и более лет выслуги

Петти-офицер II класса (англ. Petty Officer Second Class) (PO2) — воинское звание петти-офицеров из состава Военно-морских сил США и Береговой охраны США. Воинское звание петти-офицера II класса также существует в Кадетском корпусе ВМС США.
В Военно-морских силах США это звание относится к пятой степени военной иерархии (E-5). Ниже воинское звание петти-офицер I класса и выше звание петти-офицер III класса. В Вооруженных силах США это звание равно званию: сержант — в армии США, штаб-сержант — в ВВС страны, сержант — в Корпусе морской пехоты США.

## Петти-офицер II класса
В Военно-морских силах США каждый петти-офицер, в зависимости от специальности или специализации на боевом корабле и т. д. имеет официальное сокращённое наименование своего звания, например, «GM» для оператора орудий корабельной артиллерии, «BM» для боцманов или «FT» для специалистов систем управления огнем. В сочетании со званием петти-офицера это сокращение дает представление о полном звание военнослужащего, например, «IT2» — техник информационных систем второго класса.
Продвижения по службе военнослужащего ВМС или Береговой охраны осуществляется на общих правилах, которые одинаковы для петти-офицеров первого и третьего классов.
Современными руководствами максимальный срок пребывания на должности петти-офицера II класса в военно-морском флоте определён в 14 лет (по суммарной выслуге лет). Если петти-офицер II класса не получил продвижение по службе на должность, соответствующую званию петти-офицера I класса, он уходит с действительной службы в ВМС и переводится в Резерв ВМС.

## Знаки различия
Знаком различия для петти-офицера второго класса является нарукавная нашивка с орлом, которая размещена выше эмблемы специалиста флота и двух шевронов. На белых мундирах орёл, эмблемы специалиста и шевроны тёмно-синего цвета. На тёмно-синей (чёрной) форме, орёл и эмблемы специалиста белого цвета,  а шевроны имеют красный цвет. Если петти-офицер служил в ВМС 12 лет и более и имеет отличное поведение, то на нарукавной нашивке он носит два золотых шеврона; в Береговой охране эти шевроны не используются.
На рабочей форме одежды, а также на камуфляжной форме ВМС, отсутствуют эмблемы специалиста, а знаки различия выполняются в приглушённых тонах без цветных отрезков.